# Honoraville
Honoraville es una comunidad no incorporada en el condado de Crenshaw, Alabama, Estados Unidos. Se ubica a 12,5 millas (20,1 km) al noroeste de Luverne. Honoraville tiene una oficina de correos con el código postal 36042.